# Grande moschea di Bursa
La Grande Moschea di Bursa o Ulu Camii è la maggiore moschea di Bursa in Turchia. Costruita nello stile selgiuchide, venne fatta costruire dal sultano Ottomano Bayezid I ed edificata fra il 1396 ed il 1400. La moschea ha venti cupole e due minareti.

## Moschea
La Ulu Cami è la più grande moschea di Bursa e un punto di riferimento della prima architettura ottomana, che importò molti elementi dall'architettura selgiuchide. Costruita dal sultano Bayezid I, la moschea venne progettata dall'architetto Ali Neccar nel 1396-1400. Si tratta di un grande edificio rettangolare, con un totale di venti cupole, disposte in quattro file di cinque, e supportate da dodici colonne. Presumibilmente le venti cupole sono state costruite al posto delle venti moschee che il sultano Bayezid I aveva promesso di edificare dopo la vittoria nella Battaglia di Nicopoli del 1396. La moschea ha due minareti.
All'interno della moschea vi è una fontana (Sadirvan) dove i fedeli possono eseguire le abluzioni rituali prima della preghiera. La cupola sopra la Sadirvan è sovrastata da un lucernario che crea una luce morbida e serena svolgendo un ruolo importante nell'illuminazione del grande edificio.
L'interno spazioso e poco illuminato è stato progettato per dare al tempio un carattere tranquillo e contemplativo. Le suddivisioni dello spazio creata da più cupole e colonne, dona un senso di intimità e privacy.

## Calligrafia islamica
All'interno della moschea vi sono 192 iscrizioni murali monumentali scritte da famosi calligrafi Ottomani dell'epoca.
La moschea è uno dei più grandi esempi di calligrafia islamica nel mondo. Le iscrizioni sono presenti sui muri, sulle colonne e su tondi piccoli e grandi.
Oggi la moschea si trova nel centro storico di Bursa sul viale Atatürk.

## Galleria d'immagini

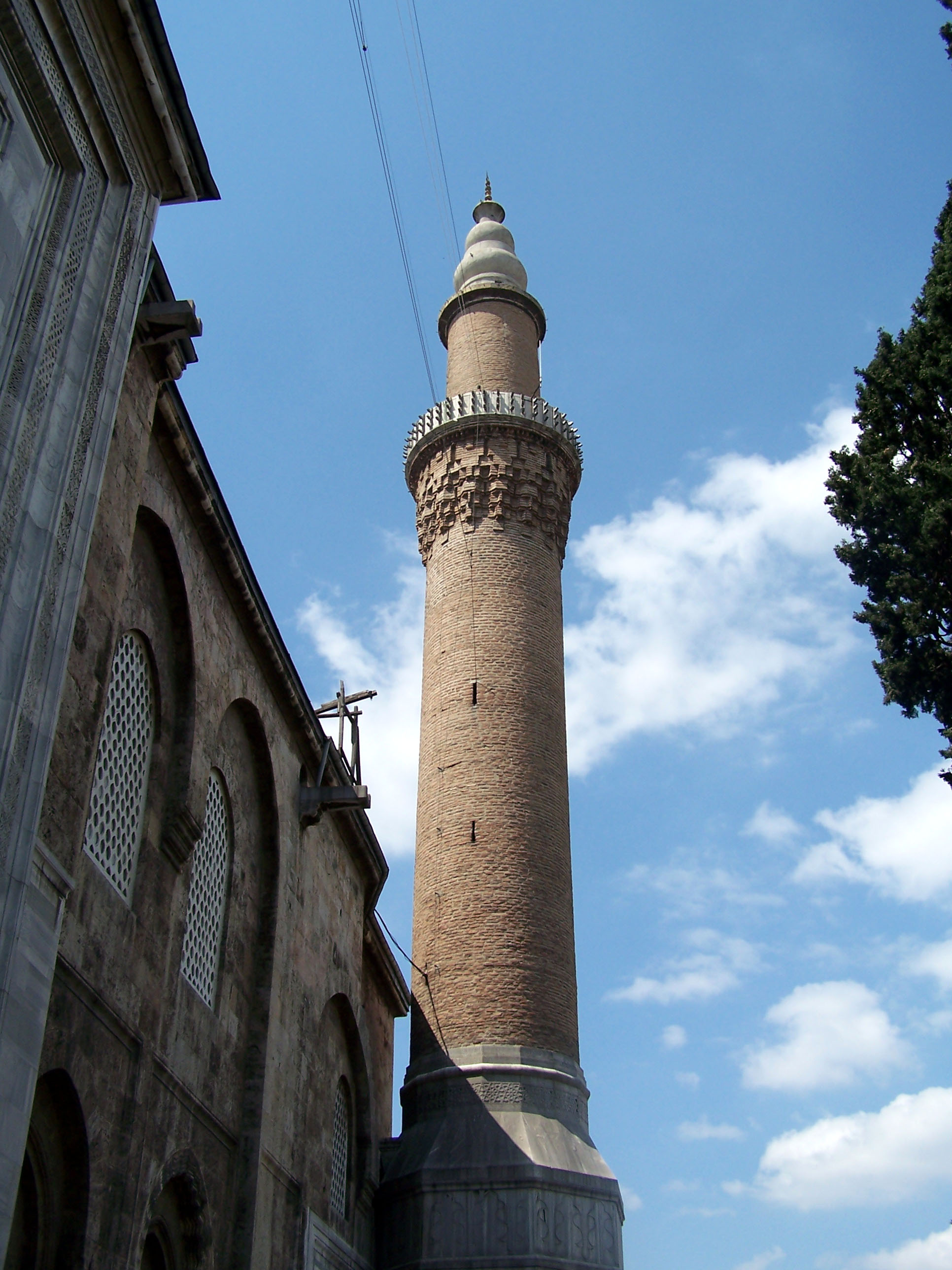
Minareto
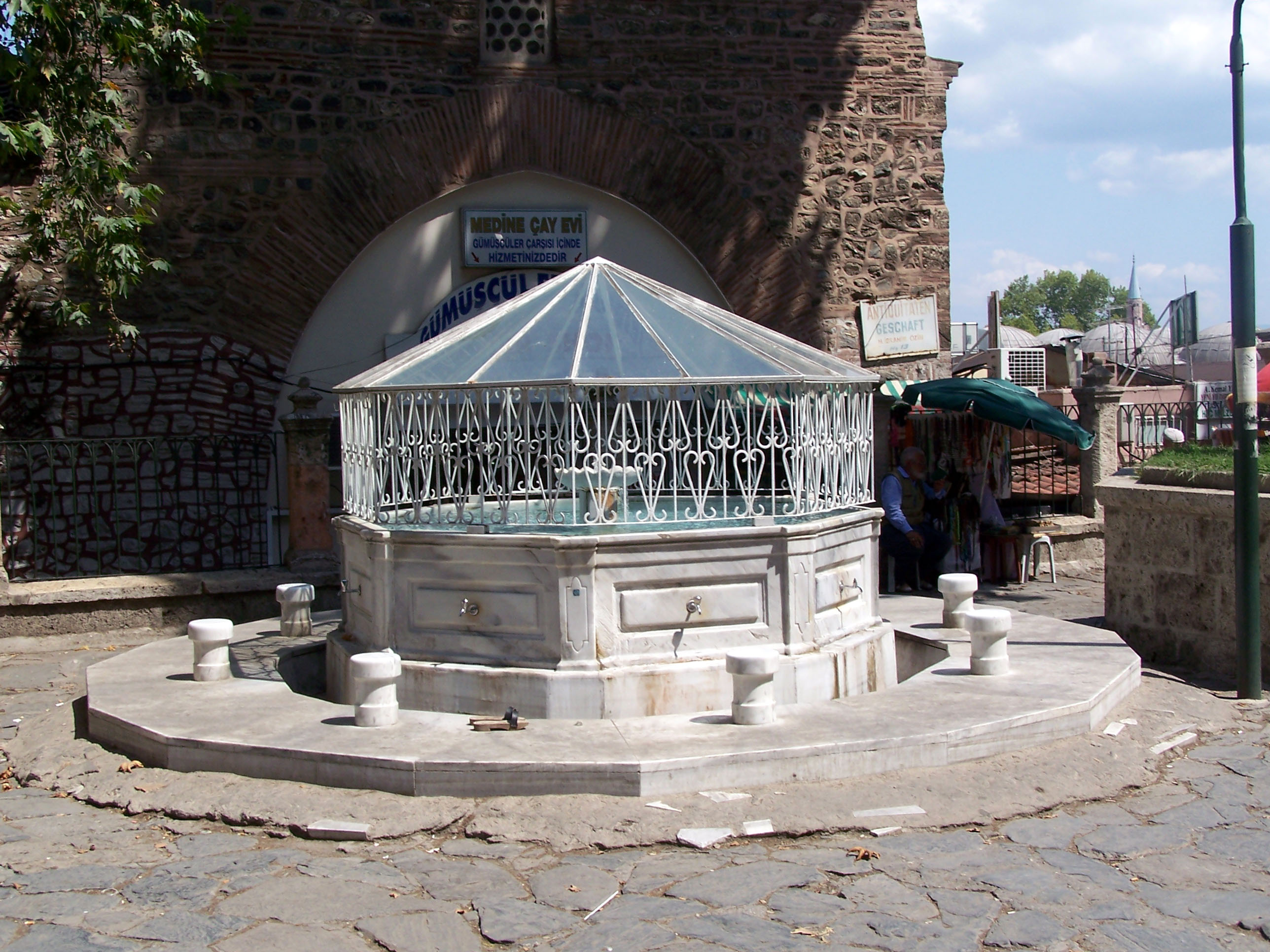
Fonte della abluzioni nel cortile
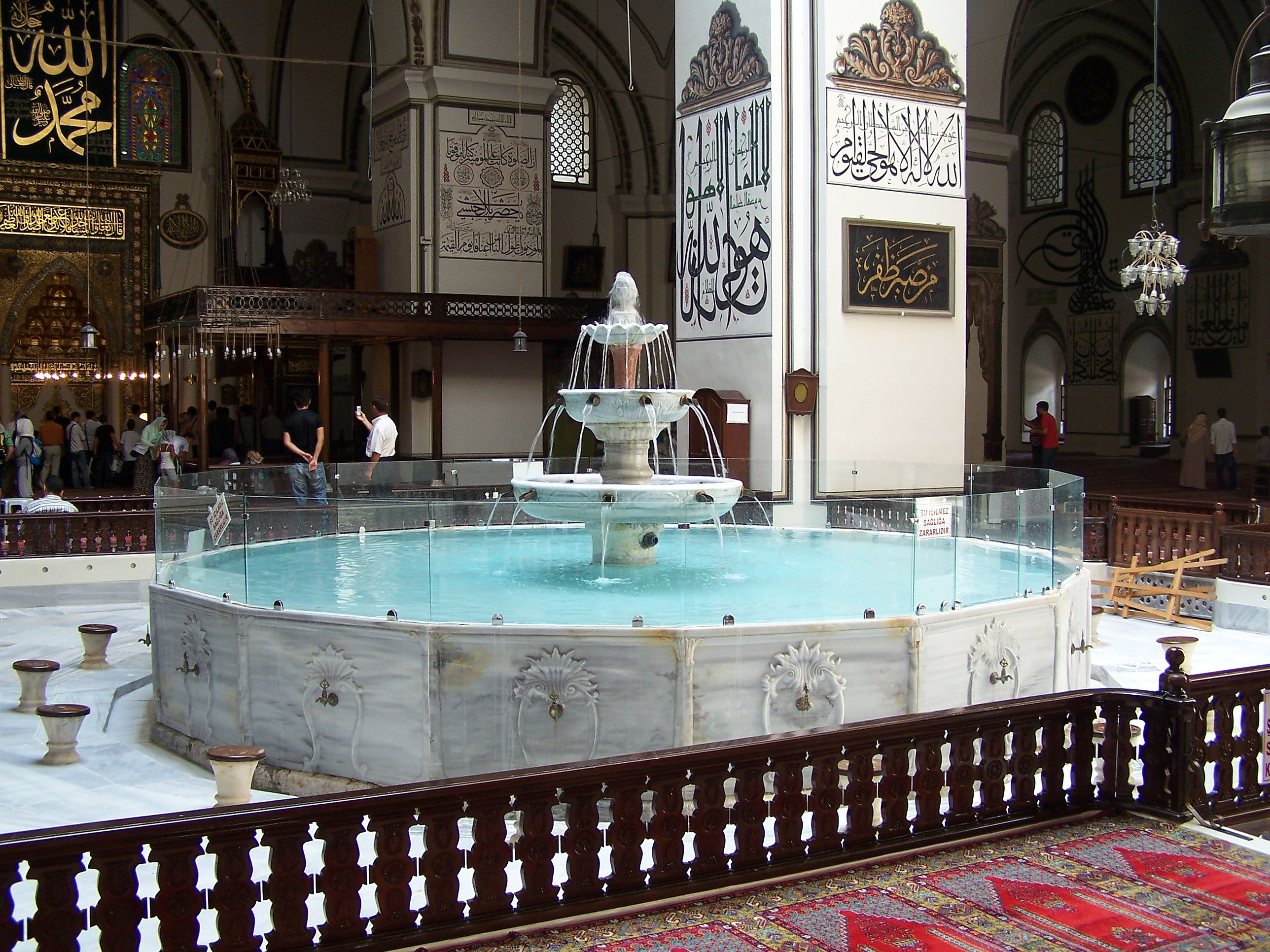
Area delle abluzioni
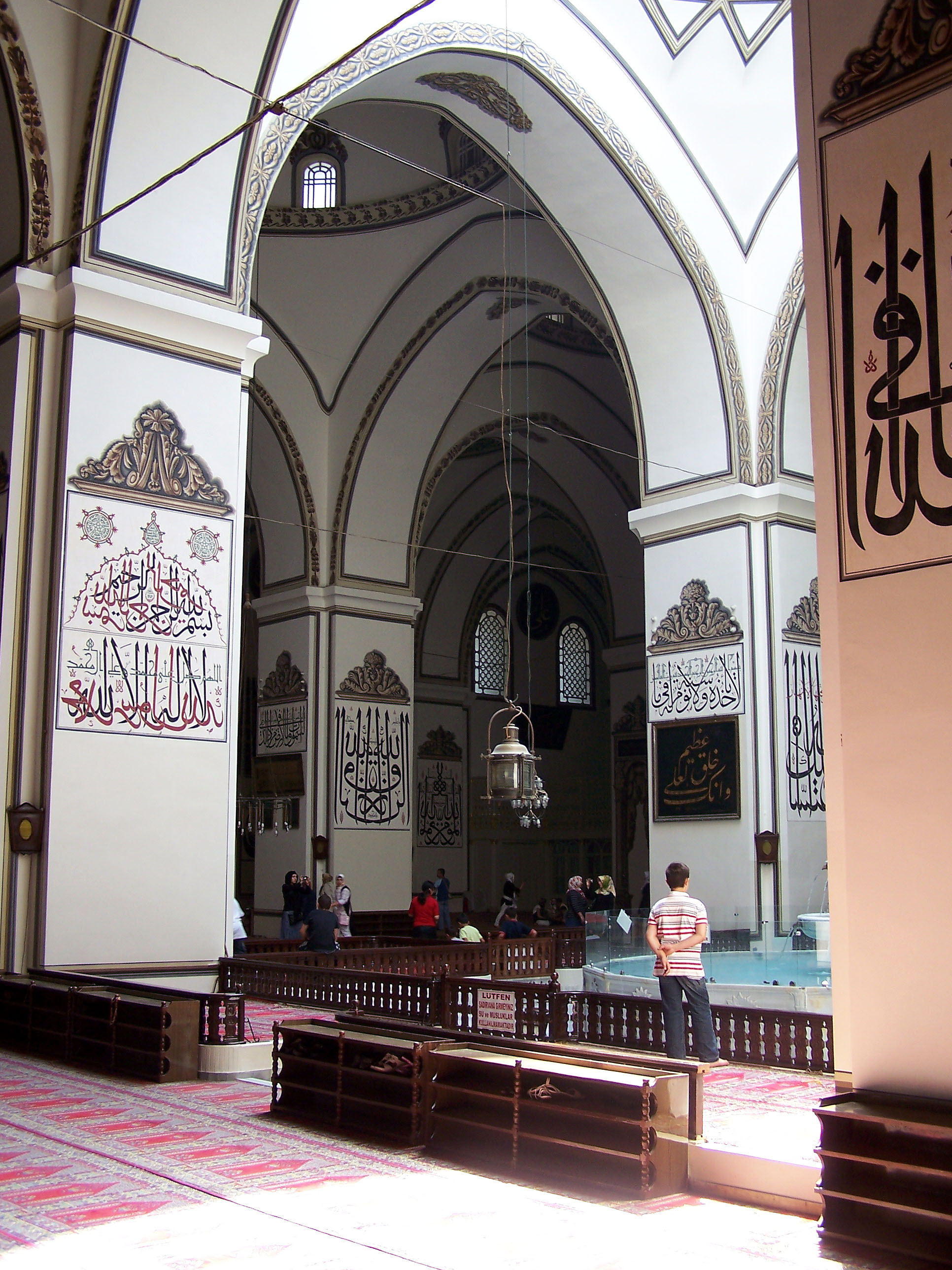
Interno
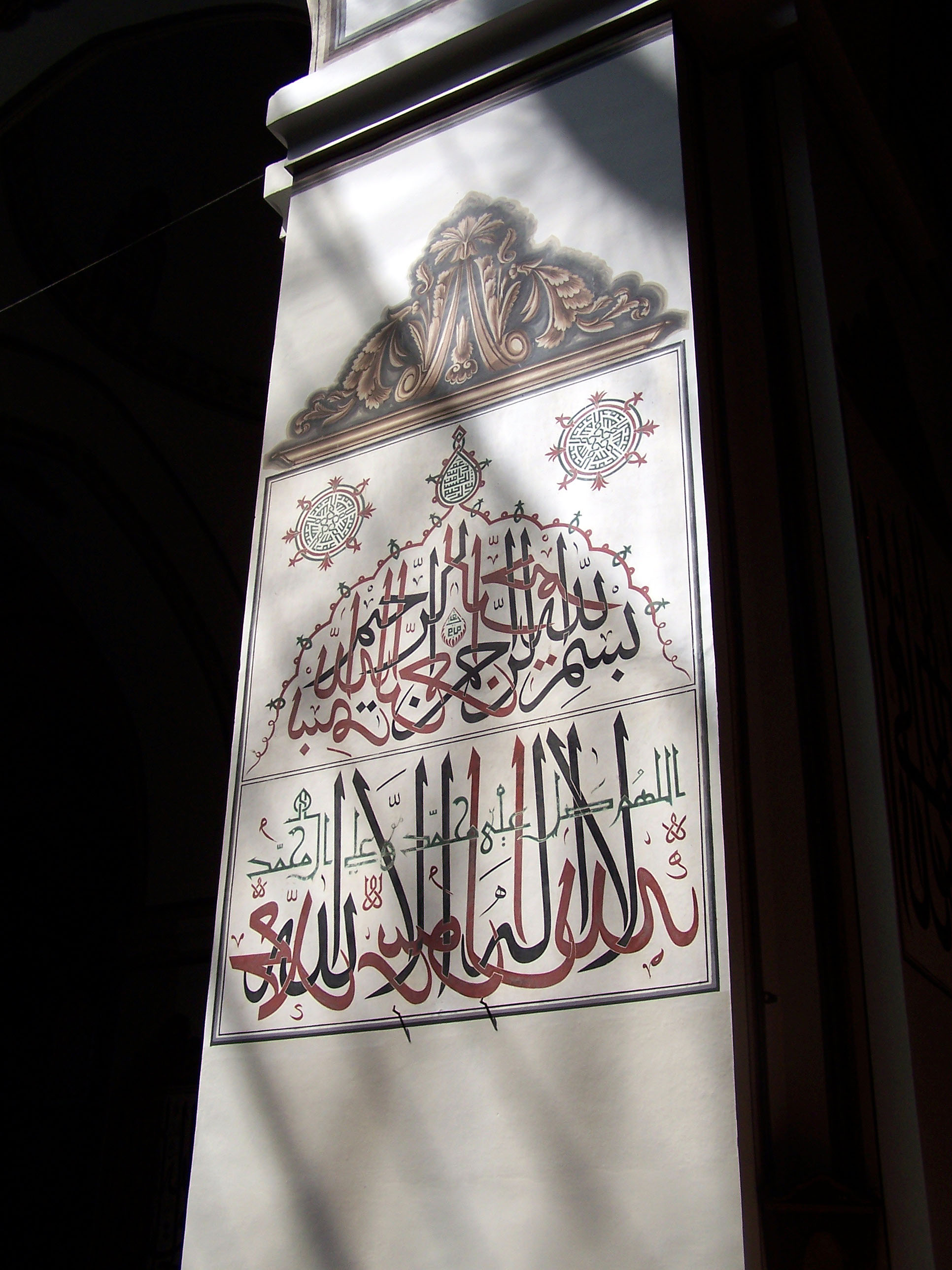
Calligrafia sulle pareti
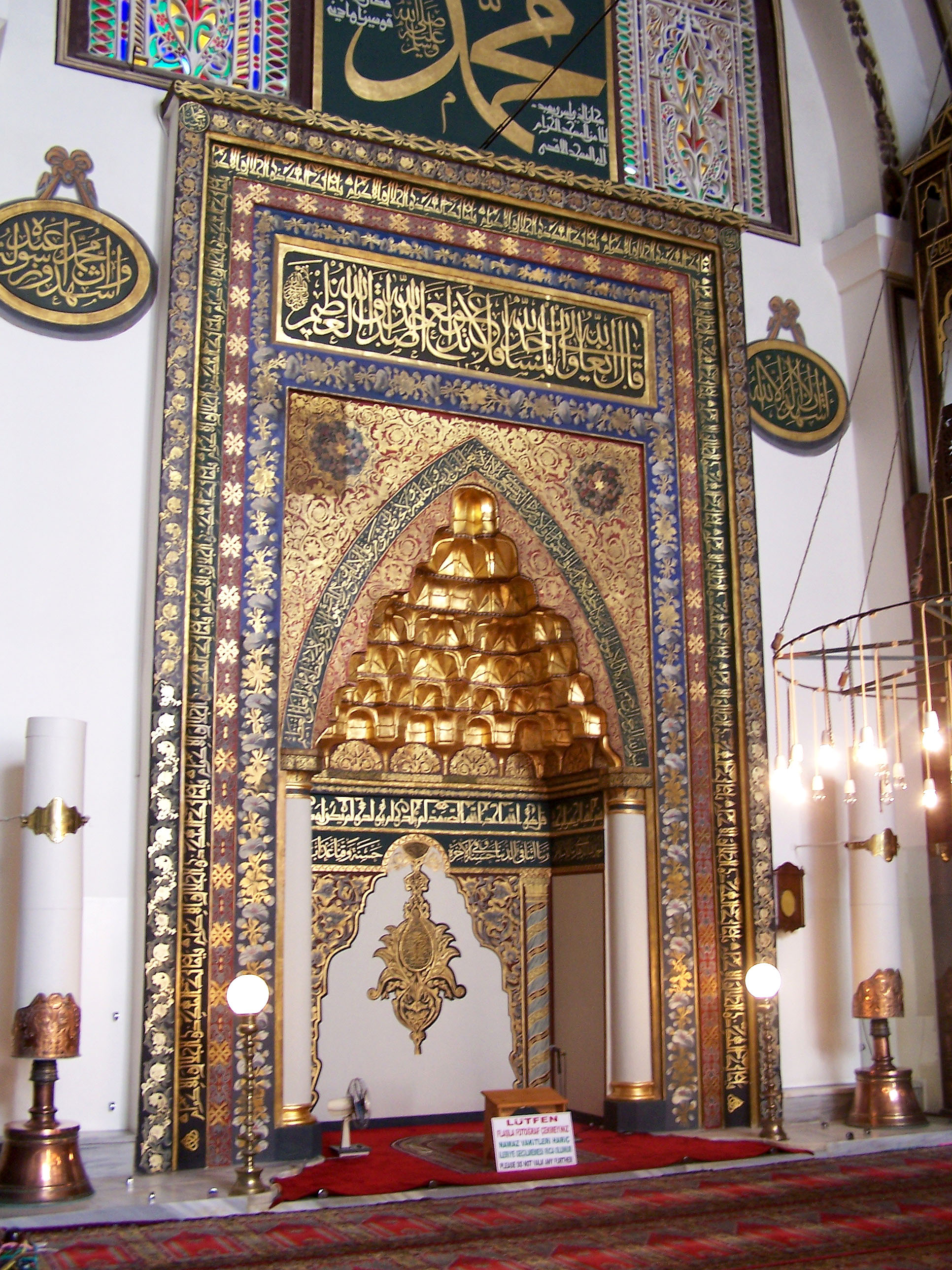
miḥrāb